# Adams Township (Clinton County, Ohio)
Adams Township ist eines von 13 Townships des Clinton Countys im US-Bundesstaat Ohio. Nach der Volkszählung im Jahr 2020 waren hier 2040 Einwohner registriert.

## Geografie
Adams Township liegt im Westen des Clinton Countys im mittleren Südwesten von Ohio und grenzt im Uhrzeigersinn an die Townships: Chester Township, Union Township, Washington Township, Vernon Township, Washington Township im Warren County und Massie Township (Warren County).

## Geschichte
Adams Township wurde 1849 aus Teilen des Chester-, Vernon- und Union Townships gebildet. Benannt wurde es nach dem sechsten Präsident der Vereinigten Staaten, John Quincy Adams.

## Verwaltung
Das Township wird durch ein Board of Trustees, bestehend aus drei gewählten Mitgliedern, verwaltet. Zwei Personen werden jeweils im Jahr nach der Präsidentschaftswahl gewählt und eine jeweils im Jahr davor. Die Amtszeit dauert in der Regel vier Jahre und beginnt jeweils am 1. Januar. Daneben gibt es noch einen Township Clerk (zuständig für Finanzen und Budget), der ebenfalls im Jahr vor der Präsidentschaftswahl auf eine vierjährige Amtszeit gewählt wird. Dessen Amtszeit beginnt jeweils am 1. April.